# Koggenland

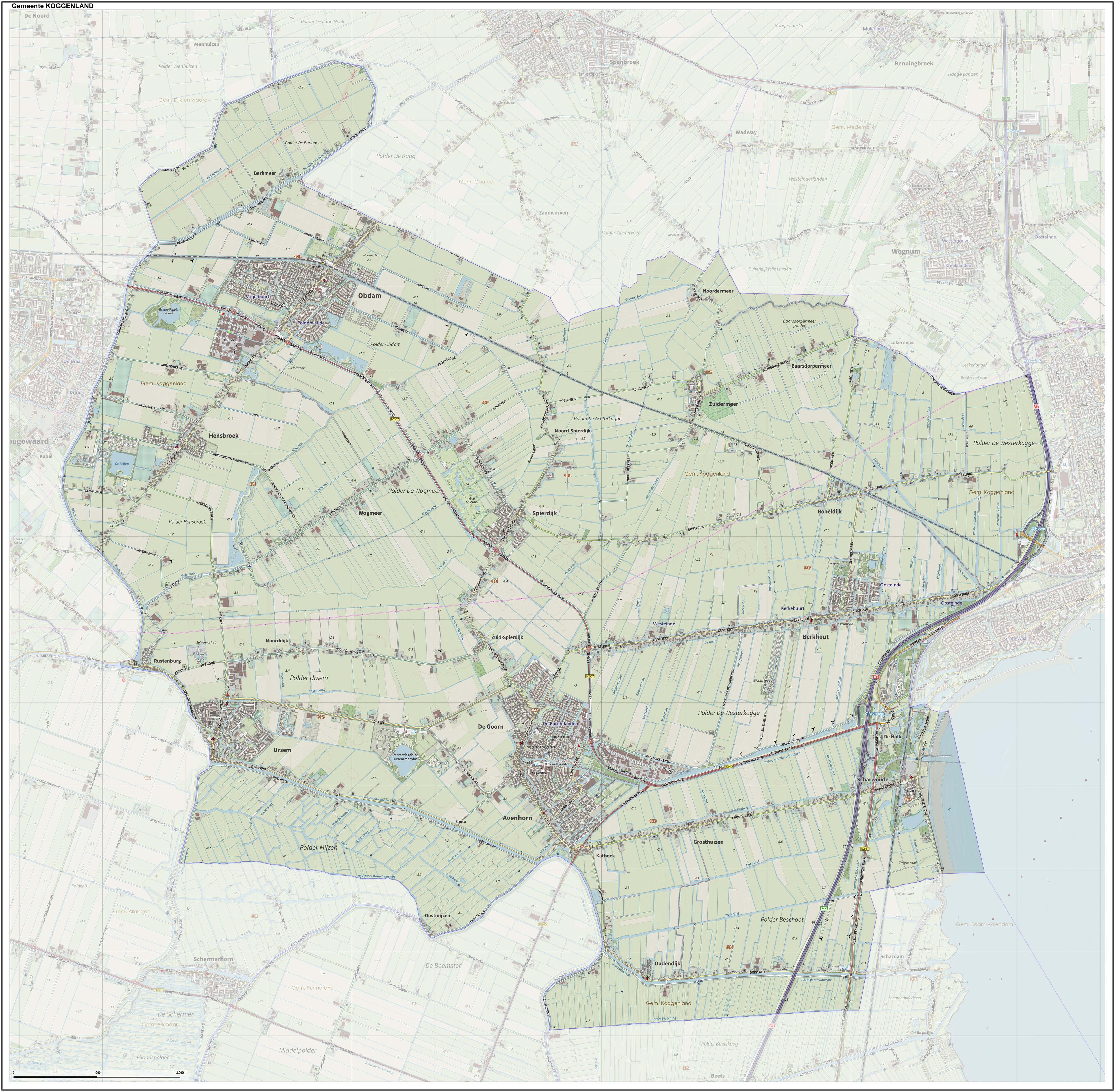
Topografische gemeentekaart van Koggenland, februari 2018

Koggenland is een gemeente in de regio West-Friesland in de Nederlandse provincie Noord-Holland.
De gemeente is ontstaan op 1 januari 2007 door samenvoeging van de gemeenten Obdam en Wester-Koggenland. In 2006  besloten de fusiegemeenten de naam Koggenland aan te nemen. Deze naam refereert aan de historische koggen uit de middeleeuwen. Een kogge of banne bestond meestal uit vier of vijf dorpen en was een rechtsgebied.

## Plaatsen binnen de gemeente
Dorpen/gehuchten:
- Avenhorn
- Berkhout
- Bobeldijk
- De Goorn (gemeentehuis)
- Grosthuizen
- Hensbroek
- Obdam
- Oostmijzen
- Oudendijk
- Rustenburg
- Scharwoude
- Spierdijk
- Ursem (dorpskern, polder O ligt in de gemeente Alkmaar)
- Wogmeer
- Zuid-Spierdijk
- Zuidermeer

Buurtschappen:
- Baarsdorpermeer
- Berkmeer
- De Hulk
- Kathoek
- Noord-Spierdijk
- Noorddijk
- Noordermeer
- Oosteinde
- Obdammerdijk

## Aangrenzende gemeenten
| Aangrenzende gemeenten | Aangrenzende gemeenten | Aangrenzende gemeenten | Aangrenzende gemeenten | Aangrenzende gemeenten |
| ---------------------- | ---------------------- | ---------------------- | ---------------------- | ---------------------- |
|                        |                        | Opmeer                 |                        | Medemblik              |
| Dijk en Waard          |                        |                        |                        |                        |
|                        | Hoorn                  |                        |                        |                        |
| Alkmaar                |                        |                        |                        |                        |
|                        |                        | Purmerend              |                        | Edam-Volendam          |

## Zetelverdeling gemeenteraad
De gemeenteraad van de gemeente Koggenland bestaat uit 19 zetels. Hieronder de behaalde zetels per partij bij de gemeenteraadsverkiezingen sinds 2010:
| Partij             | 2010 | 2014 | 2018 | 2022 |
| ------------------ | ---- | ---- | ---- | ---- |
| VVD                | 5    | 4    | 6    | 6    |
| CDA                | 6    | 6    | 5    | 5    |
| GBK                | 4    | 3    | 3    | 5    |
| PvdA GroenLinks    | 3*   | 2*   | 3    | 2    |
| D66                | -    | -    | -    | 1    |
| Welzijn Koggenland | -    | 2    | 2    | -    |
| Ok(é)partij        | 1    | 2    | -    | -    |
| Totaal             | 19   | 19   | 19   | 19   |

* In 2010 en 2014 deed PvdA met zelfstandige lijst mee, zonder GroenLinks

## Cultuur

### Monumenten
In de gemeente zijn er een aantal rijksmonumenten en oorlogsmonumenten, zie:
- Lijst van rijksmonumenten in Koggenland
- Lijst van oorlogsmonumenten in Koggenland

### Kunst in de openbare ruimte
In de gemeente zijn diverse beelden, sculpturen en objecten geplaatst in de openbare ruimte, zie:
- Lijst van beelden in Koggenland

### Kerkgebouwen
In de gemeente zijn diverse (al dan niet monumentale) kerkgebouwen, zie:
- Lijst van kerken in Koggenland